# Temporada do Futebol Clube do Porto de 2013–14
A temporada do Futebol Clube do Porto de 2013–14 é a 14ª temporada do FC Porto no século XXI. O FC Porto irá participar em cinco competições nacionais e internacionais, entre os quais a Primeira Liga, a Taça de Portugal, a Taça da Liga, a Supertaça Cândido de Oliveira e a Liga dos Campeões.

## Resumo
O FC Porto entrou na nova época com o novo treinador, Paulo Fonseca, sucedendo a Vítor Pereira que rumou para as "Arábias", e contratou vários jogadores, incluindo as jovens promessas Juan Quintero e Héctor Herrera. João Moutinho e James Rodríguez, estrelas da equipa na época anterior, rumaram ainda para a França, mais precisamente para o Mónaco, por um total de mais de setenta milhões de euros.
A 10 de agosto de 2013, a nova equipa de Paulo Fonseca venceu pela quinta vez consecutiva a Supertaça Cândido de Oliveira de 2013, tendo derrotado o Vitória de Guimarães por 3–0 no Estádio Municipal de Aveiro.

## Transferências

### Entradas
| Jogador            | De                   | Valor (€)         | Notas            |
| Mercado de Verão   | Mercado de Verão     | Mercado de Verão  | Mercado de Verão |
| ------------------ | -------------------- | ----------------- | ---------------- |
| Diego Reyes        | América              | 9M                | —                |
| Tiago Rodrigues    | Vitória de Guimarães | 1M                | —                |
| Ricardo            | Vitória de Guimarães | 1M                | —                |
| Carlos Eduardo     | Estoril              | 1M                | —                |
| Josué              | Paços de Ferreira    | Fim do Empréstimo | —                |
| Licá               | Estoril              | 1M                | —                |
| Héctor Herrera     | Pachuca              | 8M                | —                |
| Nabil Ghilas       | Moreirense           | 3M                | —                |
| Quintero           | Pescara              | 4M                | —                |
| Sinan Bolat        | Standard Liège       | Custo zero        | —                |
| Mercado de Inverno |                      |                   |                  |
| Ricardo Quaresma   | Sem clube            | Custo zero        | —                |
| Abdoulaye          | Vitória de Guimarães | Fim do empréstimo | —                |

### Saídas
| Jogador            | Para             | Valor (€)         | Notas            |
| Mercado de Verão   | Mercado de Verão | Mercado de Verão  | Mercado de Verão |
| ------------------ | ---------------- | ----------------- | ---------------- |
| James Rodríguez    | Monaco           | 45M               | —                |
| João Moutinho      | Monaco           | 25M               | —                |
| Liedson            | Flamengo         | Fim do empréstimo | —                |
| Rolando            | Internazionale   | Empréstimo        | —                |
| Christian Atsu     | Chelsea          | 4M                | —                |
| Mercado de Inverno |                  |                   |                  |
| Lucho González     | Al-Rayyan        | 4,5M              | —                |
| Otamendi           | Valencia         | 12M               | —                |

## Jogos

### Pré-época
| 6 de julho de 2013 | FC Porto | 14 – 0    | Valadares Gaia | Vila Nova de Gaia                                          |  |
| 10:30 UTC          | Carlos Eduardo 6' · Iturbe 12' · Defour 20' · Castro 40' · Fernando 47' · Varela 54' 76' 80' 90' · Josué 61' · Lucho González 64' · Danilo 67' · Christian Atsu 70' · Mangala 87' | Relatório |                | Estádio: Centro de Treinos e Formação Desportiva PortoGaia |  |

| 10 de julho de 2013 | MVV | 0 – 6     | FC Porto                                                                                           | Mopertingen, Bélgica                                          |  |
| 17:00 UTC           |     | Relatório | Varela 21' · Nabil Ghilas 24' · Castro 31' · Jackson Martínez 53' · Iturbe 65' (gp) · Izmaylov 88' | Estádio: Complex Spouwen-Mopertingen Árbitro: Christof Virant |  |

| 13 de julho de 2013 Valais | Marseille | 0 – 3     | FC Porto                                         | Sion, Suiça         |  |
| 19:30 UTC                  |           | Relatório | Izmaylov 29' · Jackson Martínez 56' · Iturbe 76' | Estádio: Tourbillon |  |

| 21 de julho de 2013 EuroAmericana | Anzoátegui                             | 2 – 4     | FC Porto                                              | Puerto La Cruz, Venezuela                |  |
| 23:00 UTC                         | Edwin Aguilar 39' · Juan Fuenmayor 62' | Relatório | Jackson Martínez 53' · Mangala 64' · Varela 65' 90+3' | Estádio: Estádio José Antonio Anzoátegui |  |

| 24 de julho de 2013 EuroAmericana | Millonarios | 0 – 4     | FC Porto                                  | Bogotá, Colômbia         |  |
| 1:30 UTC                          |             | Relatório | Danilo 29' 52' 72' · Jackson Martínez 86' | Estádio: Nemesio Camacho |  |

| 28 de julho de 2013 | FC Porto             | 1 – 0     | Celta de Vigo | Porto                                                            |  |
| 20:30 UTC           | Jackson Martínez 12' | Relatório |               | Estádio: Estádio do Dragão Público: 45 309 Árbitro: Hugo Pacheco |  |

| 3 de agosto de 2013 Emirates | Galatasaray          | 1 – 0     | FC Porto | Londres, Inglaterra                               |  |
| 14:00 UTC                    | Felipe Melo 70' (gp) | Relatório |          | Estádio: Emirates Stadium Árbitro: Andre Marriner |  |

| 4 de agosto de 2013 Emirates | Napoli          | 1 – 3     | FC Porto                                        | Londres, Inglaterra                               |  |
| 14:00 UTC                    | Pandev 43' (gp) | Relatório | Ghilas 50' · Fede Fernandéz 68' (ag) · Licá 78' | Estádio: Emirates Stadium Árbitro: Anthony Taylor |  |

### Supertaça Cândido de Oliveira
| 10 de agosto de 2013 | FC Porto                                            | 3 – 0     | Vitória de Guimarães | Aveiro                                                          |  |
| 20:45 UTC            | Licá 5' · Jackson Martínez 17' · Lucho González 45' | Relatório |                      | Estádio: Estádio Municipal de Aveiro Árbitro: Artur Soares Dias |  |

### Primeira Liga
| 18 de agosto de 2013 1 | Vitória de Setúbal | 1 – 3     | FC Porto                                                  | Setúbal                                         |  |
| 20:00 UTC              | Rafael Martins 13' | Relatório | Josué 49' (gp) · Juan Quintero 61' · Jackson Martínez 88' | Estádio: Estádio do Bonfim Árbitro: João Capela |  |

| 25 de agosto de 2013 2 | FC Porto                                         | 3 – 0     | Marítimo | Porto                                                              |  |
|                        | Jackson Martínez 27' · Licá 37' · Josué 50' (gp) | Relatório |          | Estádio: Estádio do Dragão Público: 41 009 Árbitro: Jorge Ferreira |  |

| 1 de setembro de 2013 3 | Paços de Ferreira | 0 – 1     | FC Porto             | Felgueiras                                            |  |
| 17:45 UTC               |                   | Relatório | Jackson Martínez 76' | Estádio: Estádio Dr. Machado Matos Árbitro: Rui Costa |  |

| 15 de setembro de 2013 4 | FC Porto                         | 2 – 0     | Gil Vicente | Porto                                                            |  |
| 20:15 UTC                | Varela 8' · Jackson Martínez 27' | Relatório |             | Estádio: Estádio do Dragão Público: 36 517 Árbitro: Hugo Pacheco |  |

| 22 de setembro de 2013 5 | Estoril                          | 2 – 2     | FC Porto                        | Estoril                                                                    |  |
|                          | Evandro 35' (gp) · Luís Leal 80' | Relatório | Licá 26' · Jackson Martínez 66' | Estádio: Estádio António Coimbra da Mota Público: 4 689 Árbitro: Rui Silva |  |

| 29 de setembro de 2013 6 | FC Porto       | 1 – 0     | Vitória de Guimarães | Porto                                                             |  |
| 20:00 UTC                | Josué 51' (gp) | Relatório |                      | Estádio: Estádio do Dragão Público: 32 209 Árbitro: Pedro Proença |  |

| 6 de outubro de 2013 7 | Arouca          | 1 – 3     | FC Porto                                  | Arouca                                                                    |  |
| 18:15 UTC              | Pintassilgo 90' | Relatório | Jackson Martínez 12' 74' · Quintero 90+2' | Estádio: Estádio Municipal de Arouca Público: 4 892 Árbitro: Vasco Santos |  |

| 27 de outubro de 2013 8 | FC Porto                                         | 3 – 1     | Sporting             | Porto                                                                 |  |
| 19:45 UTC               | Josué 11' (gp) · Danilo 62' · Lucho González 74' | Relatório | William Carvalho 60' | Estádio: Estádio do Dragão Público: 48 108 Árbitro: Artur Soares Dias |  |

| 3 de novembro de 2013 9 | Belenenses     | 1 – 1     | FC Porto    | Lisboa                                                          |  |
| 18:00 UTC               | João Pedro 33' | Relatório | Mangala 30' | Estádio: Estádio do Restelo Público: 9 245 Árbitro: Manuel Mota |  |

| 24 de novembro de 2013 10 | FC Porto             | 1 – 0     | Nacional         | Porto                                                             |  |
| 20:15 UTC                 | Jackson Martínez 52' | Relatório | Mario Rondón 82' | Estádio: Estádio do Dragão Público: 26 404 Árbitro: Carlos Xistra |  |

| 1 de dezembro de 2013 11 | Académica              | 1 – 0     | FC Porto | Coimbra                                                                |  |
| 20:15 UTC                | Fernando Alexandre 44' | Relatório |          | Estádio: Estádio Cidade de Coimbra Público: 4 562 Árbitro: João Capela |  |

| 8 de dezembro de 2013 12 | FC Porto                 | 2 – 0     | Braga | Porto                                                              |  |
|                          | Jackson Martínez 48' 80' | Relatório |       | Estádio: Estádio do Dragão Público: 31 129 Árbitro: Paulo Baptista |  |

| 15 de dezembro de 2013 13 | Rio Ave    | 1 – 3     | FC Porto                                      | Vila do Conde                                                    |  |
| 20:15 UTC                 | Edimar 21' | Relatório | Maicon 6' · Jackson Martínez 51' · Danilo 82' | Estádio: Estádio dos Arcos Público: 3 896 Árbitro: Bruno Esteves |  |

| 20 de dezembro de 2013 14 | FC Porto                                                                     | 4 – 0     | Olhanense | Porto                                                           |  |
| 19:00 UTC                 | Mangala 30' · Jackson Martínez 53' · Carlos Eduardo 81' · Héctor Herrera 84' | Relatório |           | Estádio: Estádio do Dragão Público: 20 622 Árbitro: Hugo Miguel |  |

| 12 de janeiro de 2014 15 | Benfica                 | 2 – 0     | FC Porto | Porto                                                                 |  |
| 16:00 UTC                | Rodrigo 13' · Garay 53' | Relatório |          | Estádio: Estádio do Dragão Público: 62 508 Árbitro: Artur Soares Dias |  |

| 19 de janeiro de 2014 16 | FC Porto                                               | 3 – 0     | Vitória de Setúbal | Porto                                                            |  |
| 19:15 UTC                | Jackson Martínez 10' · Varela 34' · Carlos Eduardo 85' | Relatório |                    | Estádio: Estádio do Dragão Público: 24 209 Árbitro: Hugo Pacheco |  |

| 1 de fevereiro de 2014 17 | Marítimo        | 1 – 0     | FC Porto | Funchal                                                             |  |
| 17:15 UTC                 | Derley 14' (gp) | Relatório |          | Estádio: Estádio dos Barreiros Público: 4 532 Árbitro: Nuno Almeida |  |

### Liga dos Campeões da UEFA

#### Fase de grupos
| 18 de setembro de 2013 1 | Austria de Viena | 0 – 1     | FC Porto           | Viena, Áustria                               |  |
| 19:45 UTC                |                  | Relatório | Lucho González 55' | Estádio: Ernst Happel Árbitro: Craig Thomson |  |

| 1 de outubro de 2013 2 | FC Porto             | 1 – 2     | Atlético de Madrid               | Porto                                                           |  |
| 19:45 UTC              | Jackson Martínez 16' | Relatório | Diego Godín 58' · Arda Turan 86' | Estádio: Estádio do Dragão Público: 33 989 Árbitro: Howard Webb |  |

| 22 de outubro de 2013 3 | FC Porto | 0 – 1     | Zenit | Porto                                                                 |  |
| 19:45 UTC               |          | Relatório |       | Estádio: Estádio do Dragão Público: 31 109 Árbitro: Paolo Tagliavento |  |

| 6 de novembro de 2013 4 | Zenit    | 1 – 1     | FC Porto           | São Petersburgo, Rússia                                              |  |
| 17:00 UTC               | Hulk 28' | Relatório | Lucho González 23' | Estádio: Estádio Petrovsky Público: 17 786 Árbitro: Tom Harald Hagen |  |

| 26 de novembro de 2013 5 | FC Porto             | 1 – 1     | Austria de Viena  | Porto                                                              |  |
| 19:45 UTC                | Jackson Martínez 48' | Relatório | Roman Kienast 11' | Estádio: Estádio do Dragão Público: 24 809 Árbitro: Ovidiu Haţegan |  |

| 11 de dezembro de 2013 6 | Atlético de Madrid                | 2 – 0     | FC Porto | Madrid, Espanha                                                          |  |
| 19:45 UTC                | Raúl García 14' · Diego Costa 37' | Relatório |          | Estádio: Estádio Vicente Calderón Público: 24 629 Árbitro: Deniz Aytekin |  |

### Taça de Portugal
| 19 de outubro de 2013 3E | FC Porto   | 1 – 0     | Trofense | Porto                                               |  |
| 19:00 UTC                | Varela 25' | Relatório |          | Estádio: Estádio do Dragão Árbitro: Manuel Oliveira |  |

| 10 de novembro de 2013 4E | Vitória de Guimarães | 0 – 2     | FC Porto                            | Guimarães                                                 |  |
| 19:30 UTC                 |                      | Relatório | Fernando 15' · Jackson Martínez 41' | Estádio: Estádio D. Afonso Henriques Árbitro: Jorge Sousa |  |

| 4 de janeiro de 2014 Oitavos-de-final | FC Porto                                                                            | 6 – 0     | Atlético | Porto                                                             |  |
| 18:00 UTC                             | Varela 24' 73' · Defour 37' · Fábio Marinheiro 46' (ag) · Otamendi 75' · Kelvin 90' | Relatório |          | Estádio: Estádio do Dragão Público: 20 117 Árbitro: Jorge Tavares |  |

| 5 de fevereiro de 2014 Quartos-de-final | FC Porto                        | 2 – 1     | Estoril     | Porto                                                                      |  |
| 21:00 UTC                               | Quaresma 43' · Nabil Ghilas 87' | Relatório | Babanco 28' | Estádio: Estádio do Dragão Público: 10 507 Árbitro: Rui Manuel Gomes Costa |  |

### Taça da Liga

#### Fase de grupos
| 29 de dezembro de 2013 1 | Sporting | 0 – 0     | FC Porto | Lisboa                                                                       |  |
| 20:45 UTC                |          | Relatório |          | Estádio: Estádio José Alvalade Público: 21 505 Árbitro: Olegário Benquerença |  |

| 15 de janeiro de 2014 2 | FC Porto                                             | 4 – 0     | Penafiel | Porto                                                            |  |
| 18:30 UTC               | Quaresma 10' · Jackson Martínez 56' 72' · Varela 75' | Relatório |          | Estádio: Estádio do Dragão Público: 12 507 Árbitro: Duarte Gomes |  |

| 25 de janeiro de 2014 3 | FC Porto                                                | 3 – 2     | Marítimo                   | Porto                                                           |  |
| 20:45 UTC               | Jackson Martínez 20' · Carlos Eduardo 85' · Josué 90+4' | Relatório | João Diogo 21' · Artur 34' | Estádio: Estádio do Dragão Público: 20 109 Árbitro: Manuel Mota |  |

## Estatísticas

### Marcadores
| #  | Jogador          | PL | TP | TL | S | E | Total |
| -- | ---------------- | -- | -- | -- | - | - | ----- |
| 1  | Jackson Martínez | 13 | 1  | 3  | 1 | 2 | 20    |
| 2  | Varela           | 2  | 3  | 1  | 0 | 0 | 6     |
| 3  | Josué            | 4  | 0  | 1  | 0 | 0 | 5     |
| 4  | Lucho González   | 1  | 0  | 0  | 1 | 2 | 4     |
| 5  | Licá             | 2  | 0  | 0  | 1 | 0 | 3     |
| 6  | Carlos Eduardo   | 2  | 0  | 1  | 0 | 0 | 3     |
| 7  | Danilo           | 2  | 0  | 0  | 0 | 0 | 2     |
| 8  | Mangala          | 2  | 0  | 0  | 0 | 0 | 2     |
| 9  | Juan Quintero    | 2  | 0  | 0  | 0 | 0 | 2     |
| 10 | Quaresma         | 0  | 1  | 1  | 0 | 0 | 2     |
| 11 | Héctor Herrera   | 1  | 0  | 0  | 0 | 0 | 1     |
| 12 | Defour           | 0  | 1  | 0  | 0 | 0 | 1     |
| 13 | Kelvin           | 0  | 1  | 0  | 0 | 0 | 1     |
| 14 | Otamendi         | 0  | 1  | 0  | 0 | 0 | 1     |
| 15 | Fernando         | 0  | 1  | 0  | 0 | 0 | 1     |
| 16 | Nabil Ghilas     | 0  | 1  | 0  | 0 | 0 | 1     |